# Белуджская письменность
Белуджская письменность — письменность белуджского языка. Белуджи Ирана, Афганистана и Пакистана пользуются алфавитом на основе арабской графики, но общепринятый стандарт алфавита и орфографии отсутствует. На рубеже 1980-х — 1990-х годов для белуджей Туркмении была создана письменность на основе кириллицы. Также в разных странах неоднократно предпринимались попытки создания белуджской письменности на латинской основе, но эти проекты нигде не получили официального статуса (кроме короткого периода в 1930-е годы в СССР).

## Арабское письмо

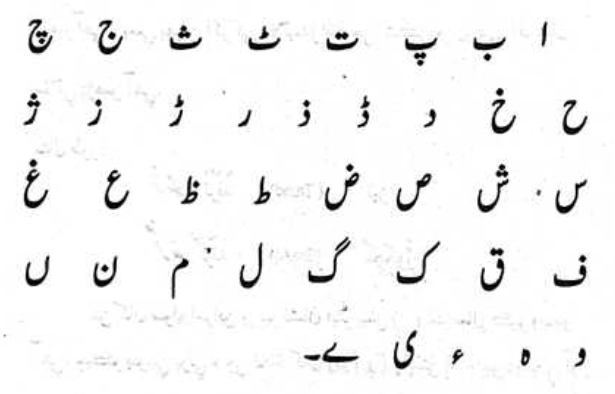
Белуджский алфавит из книги 2010 г., Пакистан

Белуджи Пакистана, Ирана и Афганистана пользуются письменностью на основе арабской графики; старейшие белуджские письменные памятники, по одним данным, относятся к XVIII веку, по другим — к началу XIX века или к 1870-м годам.
Белуджский язык в Британской Индии не имел стандартизированной письменности. Применялся полный арабский алфавит (часть букв — только для заимствований из арабского), а также дополнительные знаки для специфических белуджских звуков. Так, для звуков /ṛ/, /ḍ/ и /ṭ/ иногда использовались буквы ټ, ډ, ړ‎ — как в пашто, иногдаٹ, ڈ, ڑ‎ — как в урду, иногда ٿ, ڐ, ڙ‎ — как в синдхи. Звуки /g/ и /k/ записывались одним знаком ک‎. Для обозначения восточно-белуджских звуков /ġ/, /x/, /f/, /δ/ и /θ/ иногда применялись буквы ث ,ذ ,ف ,خ ,غ‎. Придыхание обычно обозначалось знаком ﻬ‎. Отображение гласных также было непоследовательным и отличалось в разных рукописях и изданиях.
В начале 1920-х годов британский исследователь констатировал, что белуджский сложно назвать письменным языком. Большой вклад в развитие белуджской письменности внёс просветитель Мухаммад Хусейн Анка — в 1929 году он написал свою первую поэму на белуджском, а с 1930 года был редактором ряда урдуязычных газет, в которых иногда публиковалась белуджская поэзия. После обретения Пакистаном независимости развитие белуджской письменности ускорилось — первая белуджская книга была издана Гуль-Ханом Насиром в феврале 1951 года. Орфография этой книги во многом повторяла орфографию урду, но в его же книгах 1952—1953 годов орфография была иной. В 1950-е годы целый ряд авторов предлагал свои варианты белуджской орфографии на основе арабского письма. Большой вклад в стандартизацию письма внёс Сайид Хашими. Он предложил записывать арабские заимствования в белуджском фонетическом облике, что исключало из алфавита буквы ث ح خ ذ ص ض ط ظ ع غ ف ق ‎. Им же была разработана последовательная система отображения на письме гласных. Алфавит Сайида Хашими включал следующие буквы: آ، ا، ب، پ، ت، ٹ، ج، چ، د، ڈ، ر، ز، ژ، س، ش، ک، گ، ل، م، ن، و، ھ ہ، ء، ی ے ‎. К концу 1980-х годов однозначно признанной белуджской орфографии в Пакистане так и не сложилось, разные авторы продолжали предлагать всё новые проекты. Так, в 1950-х — 1980-х годах энтузиастами было издано не менее десятка букварей с разными вариациями алфавита и орфографии. В Афганистане белуджский алфавит и орфография были стандартизированы в 1980-х годах Академией наук. Этот вариант графически был приближен к орфографии языка пашто. Использование письменного белуджского языка в Иране во второй половине XX века было ограниченным, попыток стандартизации не предпринималось. Восточный белуджский язык в качестве письменного применялся реже. Графически система его записи ориентировалась на письменность языка синдхи.
К 1967—1972 годам относятся попытки создания единого алфавита и орфографии для западного и восточного вариантов белуджского языка, было предложено несколько вариантов алфавита, но практического применения они не получили. В этих проектах предлагалось введение «общих букв». Так, в проекте 1972 года планировалось заменить گ‎ и غ‎ на общую ࢴ‎, ک‎ и خ‎ — на څ‎, پ‎ и ف‎ — на ڣ‎, چ‎ и ش‎- на ۺ‎, ج‎ и ۯ‎ — на ج̇‎.
С 1990/91 года в Пакистане белуджский язык был введён в школьную программу в районах расселения белуджей, были изданы государственные учебники. Это способствовало стандартизации алфавита и орфографии, однако, различия в разных изданиях всё ещё оставались. Буквари 1990 и 1991 годов пытались совместить нормы западного и восточного вариантов белуджского языка, при этом от «общих букв» из проектов 1967 и 1972 годов было решено отказаться.
В 2010-х годах появилось два новых проекта стандартизированного белуджского алфавита. Первый был разработан в университете Уппсалы, Швеция:
| ا  | ب | پ  | ت | ٹ | ج  | چ | خ  | د | ڈ |
| ر  | ڑ | ز  | ژ | س | ش  | غ | ف  | ک | گ |
| ل  | م | ن  | ں | و | او | ۆ | ئو | ه | ى |
| اى | ے | ئے |   |   |    |   |    |   |   |

Краткие гласные в этом проекте обозначаются фатхой (َ◌) /a/, кясрой (◌ِ) — /e/ и даммой (◌ُ) — /o/. Шадда (ّ◌) обозначает удвоение согласного, а сукун (◌ْ) — отсутствие гласного.
Второй проект, известный как «стандартный белуджский алфавит», был предложен Белуджской академией Сербаза:
| آ | ب | پ | ت | ٹ | ج  | چ | د | ڈ | ر |
| ز | ژ | س | ش | ک | گ  | ل | م | ن | و |
| ۏ | ؤ | ه | ى | ئ | ئی |   |   |   |   |

Обозначение кратких гласных в нём было аналогично проекту университета Уппсалы.

## Латиница

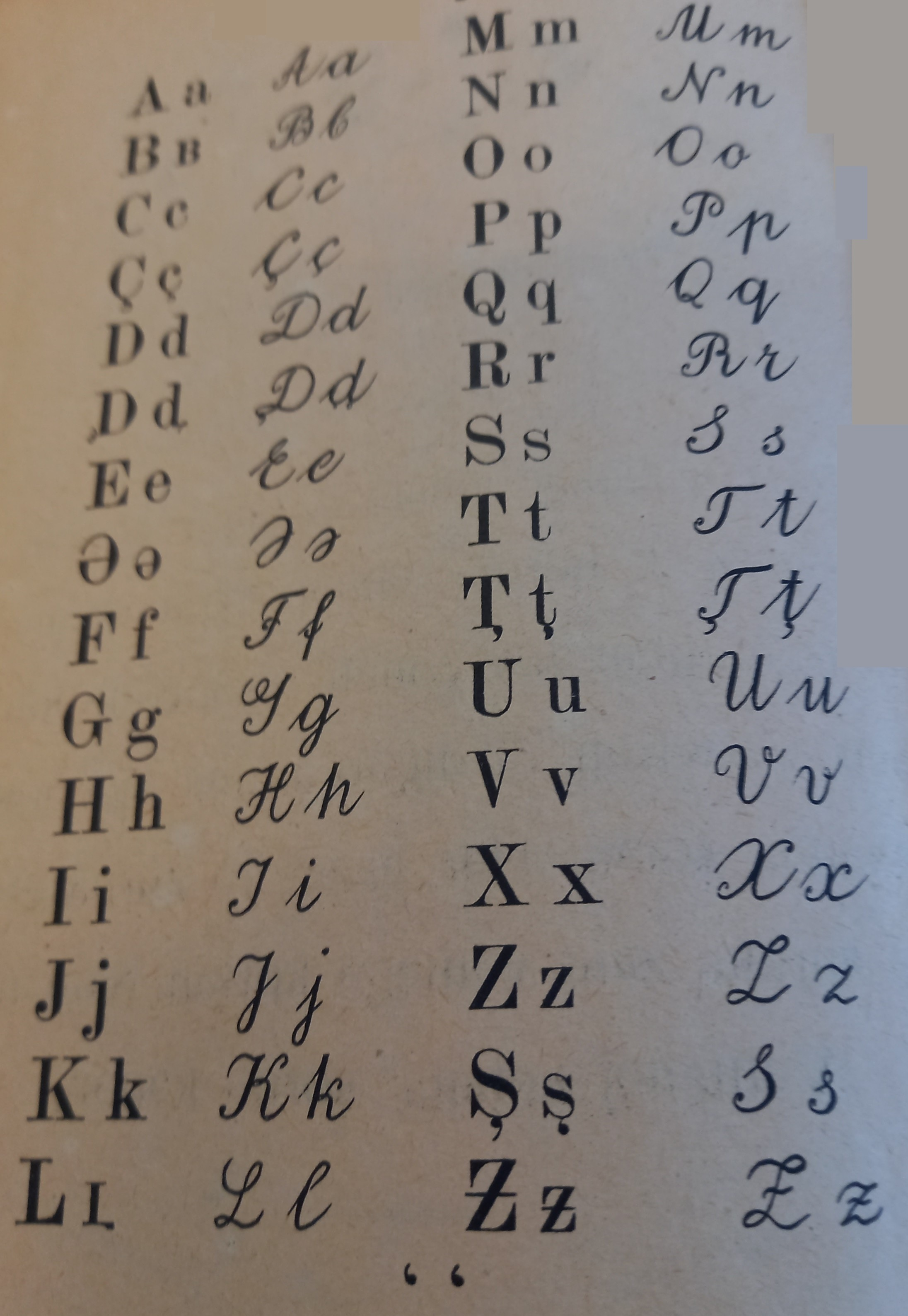
Белуджский алфавит из советского букваря 1935 года

### В Британской Индии
В конце XIX — начале XX века в Британской Индии был издан ряд книг на белуджском языке с применением латинского алфавита (в том числе Библия). Графическая система отличалась от издания к изданию и стремилась полно отражать белуджскую фонетику, хотя не всегда это было удачно реализовано. Для обозначения звуков /ṭ/, /ḍ/, /ṛ/ использовались буквы ṭ, ḍ, ṛ, для /č/, /š/, /ž/ — диграфы ch, sh, zh, восточно-белуджские фонемы /ġ/, /x/, /f/, /δ/, /θ/ обозначались как gh, kh, f, dh, th либо как γ, χ, f, δ, θ. Придыхание обозначалось либо буквой h, либо апострофом.

### В СССР
В 1933 году для белуджей, проживающих на территории СССР, был создан алфавит на основе латиницы. Он включал следующие буквы:
На этом алфавите были изданы буквари, печаталась страница в местной газете, публиковались переводы идеологических произведений. Но в 1938 году использование белуджского языка в СССР в официальных сферах прекратилось.

### В Пакистане
Сайид Хашими использовал латинский алфавит для записи своих текстов ещё в начале 1960-х, но полноценная разработка белуджской латиницы началась в Пакистане в 1972 году. Тогда к власти в провинции Белуджистан пришла Национальная народная партия, в связи с чем был поднят вопрос об образовании на белуджском языке и разработке единой письменности орфографии. Министр образования Белуджистана, белудж по национальности Гуль-Хан Насир считал, что арабское письмо не было выбором самих белуджей, а также имеет ряд нерешённых орфографических сложностей. В связи с этим он предложил внедрить для белуджского языка латинский алфавит из 36 букв. На совещании в Кветте, прошедшем в сентябре 1972 года, мнения разделились — некоторые участники поддержали Гуль-Хана Насира, некоторые же выступали за сохранение арабского письма. Совещание так и не решило этого вопроса, а в 1973 году Национальная народная партия потеряла власть в Белуджистане, из-за чего дальнейшая разработка этого вопроса прекратилась.
По данным 1980-х годов, переход на латинский алфавит в Пакистане утратил массовую поддержку. Одним из немногих авторов, писавших на белуджском латиницей, в тот период был Лал Бахш Ринд, издавший на разработанном им алфавите два букваря. Его алфавит включал буквы A, Ā, B, Č, D, Ď, E, F, G, Ǧ, H, I, Ī, J, K, L, M, N, Ň, O, P, Q, R, Ř, S, Š, T, Ť, U, Ū, W, X, Y, Z, Ž.

### В других странах
В 2012—2014 годах университет Уппсалы подготовил свой вариант латинского алфавита для белуджского языка. Этот алфавит включает следующие буквы:
| Á á   | A a | Aw aw | Ay ay | B b | Ch ch | D d   | Dh dh | É é   | E e |
| F f   | G g | Gh gh | H h   | I i | J j   | K k   | Kh kh | L l   | M m |
| N n   | ń   | Ó ó   | O o   | P p | R r   | Rh rh | S s   | Sh sh | T t |
| Th th | U u | W w   | Y y   | Z z | Zh zh |       |       |       |     |

Этот алфавит, в частности, был использован в 2019 году Институтом перевода Библии для перевода на белуджский нескольких религиозных книг.
«Стандартный белуджский алфавит», разработанный Белуджской академией Сербаза, несколько отличается:
| À à | A a | B b | C c | D d | Ď ď | È è | E e | G g | H h |
| I i | J j | K k | L l | M m | N n | Ò ò | O o | P p | R r |
| S s | Š š | T t | Ť ť | U u | W w | Y y | Z z | Ž ž |     |

## Кириллица
В 1989 году белуджский учитель из Туркменской ССР Маммад Шердил обратился к ленинградскому исследователю белуджского языка Сергею Аксёнову с идеей разработки белуджского алфавита на основе кириллицы (известно, что до этого белуджская интеллигенция стихийно использовала кириллицу для записи белуджского языка без какой-либо стройной орфографической системы). Ещё до того, как был составлен научно обоснованный алфавит, 21 декабря 1989 года в Иолотанской районной газете «Тәзе дурмуш» была напечатана страница на белуджском языке, за этим последовали и другие публикации. В газетных текстах использовалась стандартная кириллица без дополнительных знаков. В мае 1990 года кириллический алфавит был готов. Он включал следующие буквы:
 (буквы ё, ф, ц, щ, ъ ы ь э ю я предлагалось использовать только в заимствованиях). Летом 1990 рабочая группа, состоявшая из С. Аксёнова, Л. Ржехака, М. Шердила, С. Мамметнурова и А. Джалала, утвердила этот проект с небольшими изменениями (исключены буквы қ, р, ы, добавлена ō). В 1992—1993 годах на кириллическом алфавите в Ашхабаде были изданы несколько учебников для начальной школы (например, Анвар Джалалов, Сейитгулы Мамметнуров. Алипба. — Ашгабат, 1992.), а в 2005 году Институт перевода Библии опубликовал на кириллице Евангелие от Луки. Есть сведения (данные 2012 года), что в современном Туркменистане этот алфавит не используется.

## Таблица соответствия белуджских алфавитов
Составлено по:
| Арабский Пакистан | Арабский Афганистан | Латиница СССР | Кириллица Туркменская ССР | Латиница Пакистан | Транскрипция |
| ----------------- | ------------------- | ------------- | ------------------------- | ----------------- | ------------ |
| ا‎                 | ا‎                   | a             | а, ā                      | a, ā              | /a/, /ā/     |
| ب‎                 | ب‎                   | в             | б                         | b                 | /b/          |
| پ‎                 | پ‎                   | p             | п                         | p                 | /p/          |
| ت‎                 | ت‎                   | t             | т                         | t                 | /t/          |
| ٹ‎                 | ټ‎                   | ƫ             | т                         | t̆                 | /ṭ/          |
| ث‎                 | ث‎                   | s             | с                         | -                 | /s/          |
| ج‎                 | ج‎                   | ç             | җ                         | ǰ                 | /ǰ/          |
| چ‎                 | چ‎                   | c             | ч                         | č                 | /č/          |
| ح‎                 | ح‎                   | h             | ҳ                         | h                 | /h/          |
| خ‎                 | خ‎                   | x             | х                         | x                 | /x/          |
| د‎                 | د‎                   | d             | д                         | d                 | /d/          |
| ڈ‎                 | ډ‎                   | ᶁ             | д̨                         | d̆                 | /ḍ/          |
| ذ‎                 | ذ‎                   | z             | з                         | z                 | /z/          |
| ر‎                 | ر‎                   | r             | р                         | r                 | /r/          |
| ڑ‎                 | ړ‎                   | -             | ꝑ                         | ř                 | /ṛ/          |
| ز‎                 | ز‎                   | z             | з                         | z                 | /z/          |
| ژ‎                 | ژ‎                   | ƶ             | ж                         | ž                 | /ž/          |
| س‎                 | س‎                   | s             | с                         | s                 | /s/          |
| ش‎                 | ش‎                   | ş             | ш                         | š                 | /š/          |
| ص‎                 | ص‎                   | s             | с                         | s                 | /s/          |
| ض‎                 | ض‎                   | z             | з                         | z                 | /z/          |
| ط‎                 | ط‎                   | t             | т                         | t                 | /t/          |
| ظ‎                 | ظ‎                   | z             | з                         | -                 | /z/          |
| ع‎                 | ع‎                   | -             | -                         | -                 | /῾/          |
| غ‎                 | غ‎                   | q             | -                         | ğ                 | /γ/          |
| ف‎                 | ف‎                   | f             | ф                         | f                 | /f/          |
| ق‎                 | ق‎                   | q             | -                         | q                 | /q/, /γ/     |
| ک‎                 | ک‎                   | k             | к                         | k                 | /k/          |
| گ‎                 | گ‎                   | g             | г                         | g                 | /g/          |
| ل‎                 | ل‎                   | ʟ             | л                         | l                 | /l/          |
| م‎                 | م‎                   | m             | м                         | m                 | /m/          |
| ن‎                 | ن‎                   | n             | н                         | n                 | /n/          |
| و‎                 | و‎                   | v             | в                         | w                 | /v/          |
| ه‎                 | ه‎                   | h             | ҳ                         | h                 | /h/          |
| ء‎                 | ء‎                   | -             | -                         | -                 | -            |
| ی‎                 | ی‎                   | j             | й                         | y                 | /y/          |
| ے‎                 | -                   | e             | е                         | e                 | /ē/          |
| —                 | —                   | a             | ā                         | ā                 | /ā/          |
| —                 | —                   | ә             | a                         | a                 | /a/          |
| —                 | —                   | i             | и, ӣ                      | i, ī              | /i, ī/       |
| —                 | —                   | o             | ō                         | o                 | /o/          |
| —                 | —                   | u             | у, ӯ                      | u, ū              | /u, ū/       |